# 1. Klavierkonzert (Mozart)

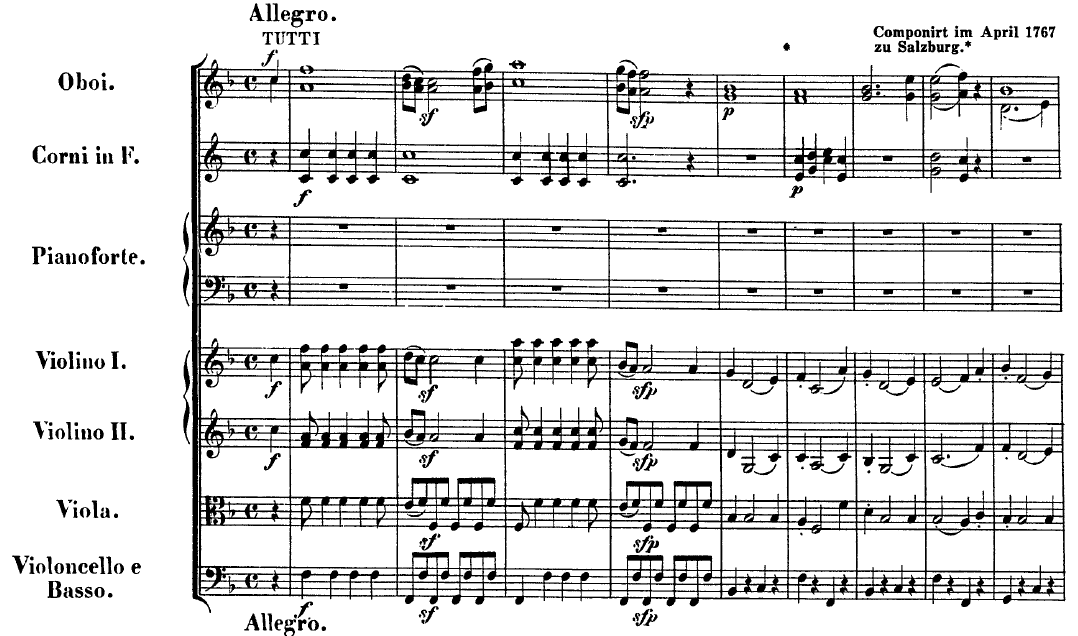
Erste Takte des Allegro

Das 1. Klavierkonzert in F-Dur, KV 37 ist das früheste Klavierkonzert von Wolfgang Amadeus Mozart. Nach abweichender Zählung, in welcher nur die reinen und vollständig von Mozart stammenden Klavierkonzerte gezählt werden, wird dieses Konzert nicht mit aufgelistet.

## Entstehung
Das 1. Klavierkonzert Mozarts gehört, ebenso wie die nachfolgenden drei Konzerte, zu den sogenannten Pasticciokonzerten. Der Name Pasticcio bezeichnet Werke, deren Musik eigentlich von anderen Komponisten stammt. Mozart hat hier die Musik verschiedener unbekannterer Komponisten für Orchester und Soloklavier bearbeitet. Das 1. Klavierkonzert KV 37 basiert auf Sonatensätzen der Komponisten Hermann Friedrich Raupach (1. Satz) und Leontzi Honauer (* um 1735–?; 3. Satz). Die Grundlage des Mittelsatzes konnte allerdings bis zum heutigen Tage noch nicht eruiert werden. Das Werk entstand wahrscheinlich 1767, also im Kindesalter des 1756 geborenen Komponisten. Dies erklärt die äußerst einfache Realisierung der Umsetzung für Soloklavier und Orchester und den Übungsstück-Charakter des Werkes.

## Zur Musik
Das kurze Werk ist von frühklassischem Charakter. Die noch in der Entwicklung befindliche Sonatensatzform findet hier eine regelgerechte Anwendung. Das eröffnende Allegro stellt zwei vergnügte Themen in F-Dur vor. Das Soloklavier beginnt seine Soloexposition direkt mit dem ersten Thema in einfachem Satz. Das zweite Thema erscheint leicht verändert und teilweise nach Moll gerückt. Ein kurzer Mittelteil, welcher noch nicht als richtige Durchführung zu bezeichnen ist, verarbeitet ein neues Motiv und leitet schnell zur Reprise über. Eine Solokadenz fehlt diesem Erstlingswerk noch.
Das folgende Andante wird von einem besinnlichen Menuett-Thema in den Streichern zu gleichmäßig wiegender Begleitung des Orchesters eröffnet. Das Soloklavier nimmt diesen Gedanken sogleich auf und führt ihn weiter. Der folgende Teil des zweiteiligen Satzes bringt neue Dynamik in das musikalische Geschehen. Ab hier dominiert die bereits vorher angedeutete barocke Metrik eines Menuetts.
Das abschließende Allegro stellt ein kleines Rondo dar. Es beginnt mit einem schnellen Refrainthema der Streicher, welches einen ruhigeren Nachsatz hat. Das Soloklavier nimmt dieses sofort auf, auch hier in sehr einfach gehaltener Setzweise. Ein Couplet bringt einen neuen Gedanken, welcher jedoch charakteristisch an den Refrain angelehnt ist. Kurz vor Schluss überrascht der Satz mit einer kleinen Solokadenz.

## Stellenwert
Bevor Mozart 1773 mit dem 5. Klavierkonzert KV 175 sein erstes eigenes und vollgültiges Klavierkonzert schrieb, entstanden insgesamt sieben Übungswerke und Pasticciokonzerte. Die ersten vier Klavierkonzerte (KV 37, KV 39, KV 40 und KV 41) entstanden vor 1764 nach einfachen Sonatensätzen verschiedener Komponisten. Drei weitere Konzerte KV 107 hatten dann etwas anspruchsvollere Sonaten Johann Christian Bachs zum Vorbild. Diese drei Werke wurden, im Gegensatz zu den frühesten Pasticciokonzerten, nicht in die Zählung der alten Mozartausgabe, welche 27 Klavierkonzerte unterscheidet, aufgenommen. Erst etwa sechs Jahre nach der Komposition dieser Frühwerke konzipierte Mozart dann sein erstes eigenes Klavierkonzert. Hier erreicht Mozart dann die erste gültige Form des modernen Klavierkonzertes, welche im 1. Klavierkonzert noch nicht vorliegt.